# تمبورا

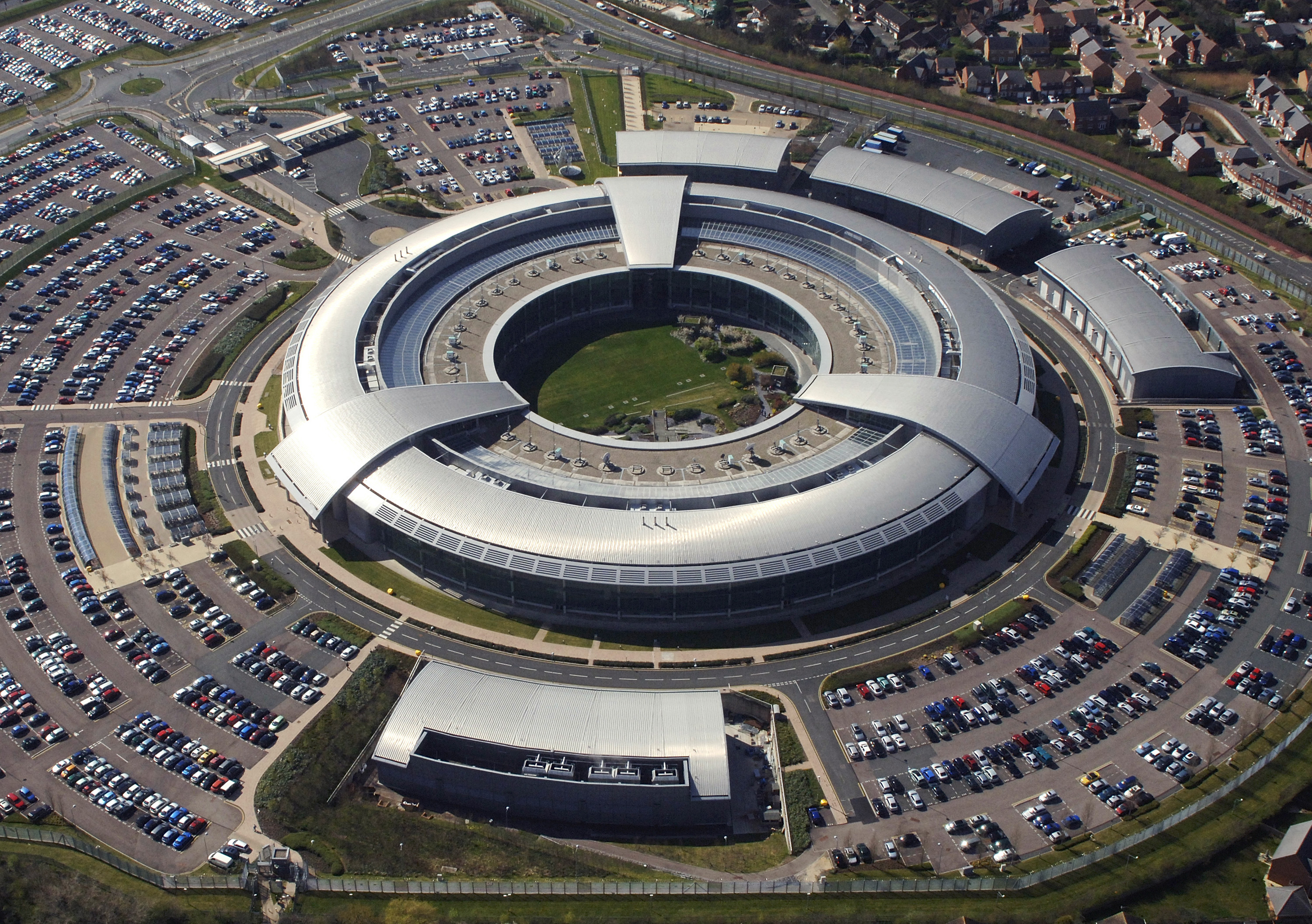

تمبورا (بالإنجليزية: Tempora)‏ هو اسم رمزي لنظام حاسوب سري سابق تم استخدامه من قبل مكاتب الإتصالات الحكومية البريطانية (GCHQ). ويستخدم هذا النظام كصوان لمعظم اتصالات الإنترنت التي تستخرج من كابلات الألياف الضوئية لكي تتم معالجتها والبحث فيها لاحقا. تم اختباره منذ سنة 2008 ودخل حيز التنفيذ في خريف عام 2011.
استخدم تمبورا لاعتراض كابلات الألياف البصرية التي تشكل العمود الفقري لشبكة الإنترنت للوصول إلى كميات كبيرة من البيانات الشخصية لمستخدمي الإنترنت. كشف عنه إدوارد سنودن، وهو عميل موظف سابقا لدى المخابرات الأمريكية الذي سرب المعلومات حول البرنامج لمراسل الغارديان السابق غلين غرينوالد في مايو 2013.